# ウォッチ!かごしま
『ウォッチ!かごしま』は、2004年（平成16年）3月29日から2005年（平成17年）3月25日まで南日本放送（MBCテレビ）で平日朝に放送されていたローカルワイド番組である。

## 概要
TBS発の番組『ウォッチ!』における鹿児島県ローカルパートとしての放送であった。平日朝の情報ワイド番組内でのローカルワイド番組は、『おはよう!グッデイかごしま』以来1年ぶりであった。2004年（平成16年）の夏休み特別企画として、鹿児島県の子供が番組に出演してアナウンサーの体験をする子供アナウンサーのコーナーでは、後にMBC南日本放送でアナウンサーとなり、テレビやラジオで野口とも共に番組を担当する事になる森万由子が、小学生の頃に出演した。
『みのもんたの朝ズバッ!』になってからは、再びこの時間帯のローカル枠が無くなった。MBC平日午前のローカル情報番組としては2005年（平成17年）4月から『旬感テレビ』が2年間放送されていたが、同番組の放送時間は10分と短く、1時間近くあった本番組から大幅に短縮される結果になった。『旬感テレビ』の終了後には、それまで土曜のみに放送されていた30分番組『ズバッと!鹿児島』が週6日間の帯番組になり、MBC平日午前のローカル情報番組は同番組が承継することになった。これにより、放送時間は30分にまで回復した。

## 放送時間
- 月曜 - 金曜 7:25頃 - 8:22頃（JST） - TBS側の進行状況により、放送時間は毎回のように変動していた。

## キャスター
野口以外は全員MBCアナウンサー。山西と大村は契約満了のため、豊田はフリー転向のためにMBCを退社している。
- 野口たくお
- 山西康子 - 2004年（平成16年）9月の契約満了を機に番組を卒業。
- 岡田祐介
- 豊田瑠衣 - 2006年（平成18年）3月退社。
- 大村絵美 - 2007年（2019年）3月退社。